# Bernabe Villacampo
Bernabe Villacampo (* 11. Juni 1943 in Toledo City, Philippinen) ist ein ehemaliger philippinischer Boxer im Fliegengewicht.

## Profikarriere
Im Jahre 1962 begann er erfolgreich seine Profikarriere. Am 19. Oktober 1969 boxte er gegen Hiroyuki Ebihara um die WBA-Weltmeisterschaft und gewann durch einstimmige Punktrichterentscheidung. Diesen Gürtel verlor er allerdings bereits in seiner ersten Titelverteidigung an Berkrerk Chartvanchai im April des darauffolgenden Jahres nach Punkten. 
Im Jahre 1979 beendete er seine Karriere.